# Luis Enrique Ramos Guadalupe
Luis Enrique Ramos Guadalupe (La Habana, 1955) es un intelectual y profesor cubano, especializado en Historia de la Ciencia y, en particular, en la obra de Benito Viñes, a cuyo estudio ha realizado importantes contribuciones. Ha sido miembro de la Academia de Ciencias de Cuba y actualmente de la Oficina del Historiador de la Ciudad de La Habana. Es Premio Juan Andrés de Ensayo e Investigación en Ciencias Humanas. 

## Biografía intelectual
Profesor de Ciencias y de Geografía (1979), Jefe de Cátedra y Metodólogo de Geografía. Miembro fundador de la Sociedad Meteorológica de Cuba (1992). En 1993 se incorpora a la Academia de Ciencias de Cuba (actual Ministerio de Ciencia Tecnología y Medio Ambiente) dedicado al Museo Nacional de Historia Natural (1993-2001). Entre 2001-2006 trabajó en el Museo Nacional de Historia de las Ciencias “Carlos J. Finlay” (2001-2006), entre otros cargos. Actualmente es miembro de la Oficina del Historiador de la ciudad de La Habana.

## Principales obras
- De Meteorología y huracanes: Benito Viñes, un científico español en Cuba, Madrid, Instituto Juan Andrés, 2023.
- Benito Viñes, s. j. Estudio Biográfico, La Habana, Editorial Academia, 1996.
- Instituto de Meteorología. Expresión de una ciencia en revolución, La Habana, Editorial Academia, 2005.[5]
- Huracanes. Desastres naturales en Cuba, La Habana, Editorial Academia e Instituto Cubano del Libro, 2009.
- Mariano Gutiérrez-Lanza, s. j. Entre la cruz y el huracán, León, Instituto Leonés de Cultura, 2014.
- Father Benito Viñes. The 19th Century Life and Contributions of a Cuban Hurricane Observer and Scientist, Boston, American Meteorological Society, 2014.[6]
- Mariano Gutiérrez-Lanza, s. j. Centinela de huracanes, La Habana, Fundación Fernando Ortiz, 2016.